# Ласа, Бельси
Бельси Ласа Муньос (исп. Belsy Laza Muñoz; род. 5 июня 1967, Гуантанамо) — кубинская легкоатлетка, специалистка по толканию ядра. Выступала за сборную Кубы по лёгкой атлетике в 1986—1999 годах, обладательница бронзовой медали Игр доброй воли, чемпионка Панамериканских игр, победительница Кубка мира, чемпионка Центральноамериканских и Карибских игр, трёхкратная чемпионка иберо-американского чемпионата, действующая рекордсменка Америки, участница двух летних Олимпийских игр.

## Биография
Бельси Ласа родилась 5 июня 1967 года в Гуантанамо, Куба.
Первого серьёзного успеха в лёгкой атлетике на международном уровне добилась в сезоне 1986 года, когда вошла в состав кубинской сборной и выступила на домашнем иберо-американском чемпионате в Гаване, где одержала победу в зачёте толкания ядра.
В 1987 году в той же дисциплине выиграла бронзовую медаль на Панамериканских играх в Индианаполисе.
На иберо-американском чемпионате 1988 года в Мехико вновь превзошла всех соперниц.
В 1989 году стала шестой на чемпионате мира в помещении в Будапеште, второй на Всемирной Универсиаде в Дуйсбурге, пятой на Кубке мира в Барселоне.
В 1990 году взяла бронзу на Мемориале братьев Знаменских в Москве и на Играх доброй воли в Сиэтле, была лучшей на Центральноамериканских и Карибских играх в Мехико.
В 1991 году стала пятой на чемпионате мира в помещении в Севилье, победила на домашних Панамериканских играх в Гаване, заняла девятое место на чемпионате мира в Токио.
В мае 1992 года на международном турнире в Мехико завоевала золотую награду, установив при этом ныне действующий континентальный рекорд в толкании ядра — 20,96 метра. Позднее отметилась победой на иберо-американском чемпионате в Севилье. Благодаря череде успешных выступлений удостоилась права защищать честь страны на летних Олимпийских играх в Барселоне — в финале толкнула ядро на 19,70 метра, расположившись в итоговом протоколе соревнований на четвёртой строке. Также в этом сезоне превзошла всех соперниц на домашнем Кубке мира в Гаване.
В 1993 году была седьмой на чемпионате мира в помещении в Торонто, второй на Всемирной Универсиаде в Буффало, восьмой на чемпионате мира в Штутгарте.
В 1994 году среди прочего заняла девятое место на Играх доброй воли в Санкт-Петербурге, второе место на Кубке мира в Лондоне.
В 1995 году стала четвёртой на Панамериканских играх в Мар-дель-Плате, выиграла чемпионат Центральной Америки и Карибского бассейна в Гватемале.
Принимала участие в Олимпийских играх 1996 года в Атланте — в финале с результатом 18,40 закрыла десятку сильнейших.
В 1999 году толкала ядро на Панамериканских играх в Виннипеге, показала результат 17,69 метра и заняла пятое место. По окончании сезона завершила спортивную карьеру.